# Stenalcidia atristrigaria
Stenalcidia atristrigaria är en fjärilsart som beskrevs av Barnes och Mcdunnough 1913. Stenalcidia atristrigaria ingår i släktet Stenalcidia och familjen mätare. Inga underarter finns listade i Catalogue of Life.